# U-472
Unterseeboot 472 foi um submarino alemão do Tipo VIIC, pertencente a Kriegsmarine que atuou durante a Segunda Guerra Mundial.
O U-472 esteve em operação entre os anos de 1943 e 1944, realizando neste período uma patrulha de guerra, na qual não afundou nenhuma embarcação aliada.
Foi afundado ao sul da Ilha de Bear, Noruega  no dia 4 de março de 1944, causando a morte de 23 tripulantes e deixando 30 sobreviventes.

## Comandantes
| Comandante                                     | Data                                    |
| ---------------------------------------------- | --------------------------------------- |
| Oblt. Wolfgang Friedrich Freiherr von Forstner | 26 de maio de 1943 - 4 de março de 1944 |

## Subordinação
Durante o seu tempo de serviço, esteve subordinado às seguintes flotilhas:
| Período                                     | Flotilha                                   |
| ------------------------------------------- | ------------------------------------------ |
| 26 de maio de 1943 - 31 de dezembro de 1943 | 5. Unterseebootsflottille (treinamento)    |
| 1 de janeiro de 1944 - 4 de março de 1944   | 11. Unterseebootsflottille (serviço ativo) |

## Operações conjuntas de ataque
O U-472 participou das seguinte operações de ataque combinado durante a sua carreira:
- Rudeltaktik Isegrim (25 de janeiro de 1944 - 27 de janeiro de 1944)
- Rudeltaktik Werwolf (27 de janeiro de 1944 - 1 de fevereiro de 1944)
- Rudeltaktik Hartmut (24 de fevereiro de 1944 - 28 de fevereiro de 1944)
- Rudeltaktik Boreas (28 de fevereiro de 1944 - 4 de março de 1944)

## Coordenadas
1. ↑  em posição 73° 05' N 26° 40' E